# Navidad en la Alemania nazi

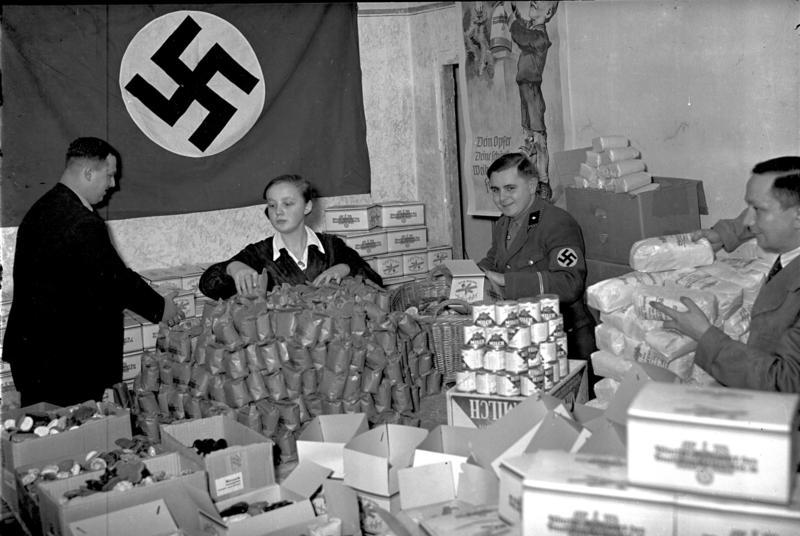
Regalos de Navidad para los pobres en 1935.

Los alemanes celebraban la Navidad, pero en la Alemania nazi, se hicieron intentos para alinear la celebración de la Navidad con la ideología nacionalsocialista. Los supuestos orígenes judíos de Jesús y la conmemoración de su nacimiento como el "Mesías judío" fue preocupante para algunos miembros del grupo nacionalsocialista, ya que la consideraban una herencia ajena y nociva a la cultura y tradición germana. Entre 1933 y 1945, los funcionarios del gobierno intentaron eliminar estos aspectos de la Navidad de las celebraciones civiles y concentrarse en los aspectos culturales precristianos del festival. Sin embargo, la iglesia y las celebraciones privadas seguían siendo de naturaleza cristiana. Nota: el judaísmo no reconoce a Jesús como mesías sino que lo trata de falso profeta y farsante.[cita requerida]

## Antecedentes
El cristianismo había sido durante mucho tiempo la fe principal de los pueblos germánicos, que data de la obra misionera de Columbano y San Bonifacio en los siglos VI y VIII. Los nacionalsocialistas gobernaron Alemania desde 1933-1945. El nacionalsocialismo quería transformar la conciencia subjetiva del pueblo alemán (sus actitudes, valores y mentalidades) en una "comunidad nacional unida, fuerte y unitaria". Según el periodista estadounidense William Shirer, "bajo el liderazgo de Rosenberg, Bormann y Himmler, respaldados por Hitler, el régimen nacionalsocialista tenía la intención de destruir el cristianismo en Alemania, si podía, y sustituir el antiguo paganismo de los primeros dioses germánicos tribales y los nuevos paganismo de los extremistas nazis..."
Hitler y el partido nacionalsocialista promovieron el "cristianismo positivo" desde el principio, pero Hitler se peleó con Alfred Rosenberg y declaró que no era la postura oficial del partido, abandonando la religión él mismo en 1941. El cristianismo positivo en sí mismo no era exclusivamente cristiano y estaba abierto a los no teístas e incluso promocionó a Wotan en el mito del siglo XX de Rosenberg.
Las primeras celebraciones nacionalsocialistas de Navidad ocurrieron en 1921 cuando Adolf Hitler pronunció un discurso en una cervecería en Múnich ante 4.000 seguidores. Reporteros encubiertos de la policía escribieron que la multitud aclamaba cuando Hitler condenó a "los judíos cobardes por matar al libertador mundial en la cruz", y juraron que "no descansaría hasta que los judíos... quedaran destrozados". La multitud luego cantó villancicos e himnos nacionalistas alrededor de un árbol de Navidad, y se donaron regalos a los asistentes al discurso de la clase trabajadora. Después del ascenso al poder en 1933, los ideólogos nacionalsocialistas inicialmente intentaron rechazar las tradiciones navideñas de Alemania, renombrando el festival como Julfest y propagando sus orígenes germánicos como la celebración del solsticio de invierno. Pero para la mayoría de los alemanes, las "tradiciones cristianas" seguían siendo la base de la fiesta, y las iglesias se indignaron por la eliminación de Cristo de la Navidad y mantuvieron las tradiciones cristianas entre ellas.
Por otro lado durante la Alemania nazi se hicieron múltiples carteles propagandísticos referente a la "crucifixión de Jesús por parte de los fariseos judíos", celebrando la lucha de Cristo por la libertad de la humanidad contra el "veneno judío".

## Navidad en el régimen nacionalsocialista

Árbol navideño en 1935.

Los ideólogos nacionalsocialistas afirmaron que los elementos cristianos de la fiesta se habían superpuesto a las antiguas tradiciones germánicas. Argumentaron que la Nochebuena originalmente no tuvo nada que ver con el nacimiento de Jesucristo, sino que celebró el solsticio de invierno y el "renacimiento del sol", que la esvástica era un antiguo símbolo del sol, y que Santa Claus era una reinvención cristiana de la germánica dios Odin. En consecuencia, los carteles festivos se hicieron para representar a Odin como el "hombre de Navidad o Solsticio", montando un cargador blanco, luciendo una espesa barba gris y con un sombrero holgado, llevando un saco lleno de regalos. La guardería tradicional fue reemplazada por un jardín que contenía ciervos y conejos de juguete; María y Jesús fueron representados como una rubia madre e hijo, al estilo germánico.  
El árbol de Navidad también fue cambiado. Los nombres tradicionales del árbol, Christbaum o Weihnachtsbaum, fueron renombrados en la prensa como abeto, árbol ligero o árbol de julio. La estrella en la parte superior del árbol a veces se reemplazaba con una esvástica, una rueda solar germánica o una runa sig, y luces de árbol con forma de esvástica. Durante el apogeo del movimiento, se intentó eliminar la asociación de la venida de Jesús y reemplazarla con la venida de Hitler, conocido como el "Salvador Führer". 
Los villancicos también fueron cambiados. Las palabras para "Noche de paz" fueron cambiadas, por lo que no hizo referencia a Dios, Cristo o la religión. Las palabras también fueron cambiadas al himno "Es ist für uns eine Zeit angekommen" para eliminar las referencias a Jesús. La versión modificada del himno estuvo en uso durante varios años más en la Alemania de la posguerra. El villancico más popular promovido por los nacionalsocialistas fue "Noche exaltada de las estrellas claras" de Hans Baumann [Hohe Nacht der klaren Sterne], que reemplazó los temas cristianos tradicionales con ideologías raciales alemanas. El villancico fue popular después del colapso de la Alemania nazi, se realizó regularmente en la década de 1950 y todavía a veces se realiza en la actualidad.
Los catálogos de las tiendas que contenían juguetes para niños disponibles durante la temporada festiva presentaban soldados de chocolate SS, tanques de juguete, aviones de combate y ametralladoras. Como señal de agradecimiento, Heinrich Himmler frecuentemente les daba a los miembros de las SS un Julleuchter ("Linterna Yule"), una especie de candelabro germánico adornado, algunos de los cuales fueron hechos en el campo de concentración de Dachau. También se pidió a las amas de casa que hornearan galletas con forma de pájaros, ruedas y esvásticas para sus hijos.

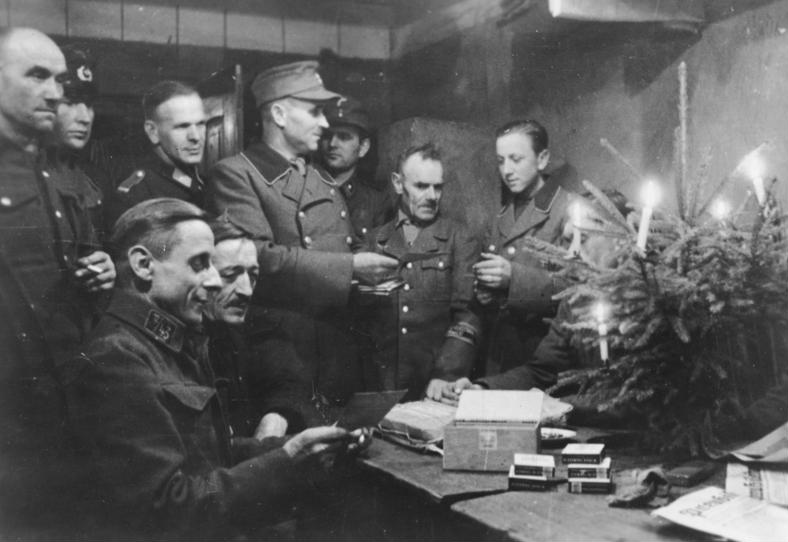
Soldados alemanes del Volkssturm en Navidad de 1944, Prusia Oriental.

Para 1944, el movimiento para eliminar las influencias cristianas de la Navidad disminuyó a medida que el gobierno se concentró más en el esfuerzo de guerra. En 1944, las celebraciones civiles de Navidad marcaron el festival como un día de recuerdo para los muertos de guerra de Alemania.

## Oposición
Si bien la mayoría de los alemanes abrazaron el cambio de formato nacionalsocialista de la Navidad, a veces se informó que hubo una hostilidad por parte de una minoría. Los archivos de la Liga NacionalSocialista de Mujeres informaron que "las tensiones aumentaron cuando los propagandistas presionaron demasiado para dejar de lado la observancia religiosa, lo que generó "muchas dudas y descontento". El clero estaba entre los que se oponían a la redefinición de la Navidad. Los informes dicen que en Düsseldorf el clero usó la Navidad para promover los clubes de mujeres y alentar la membresía; el clero católico amenazó con excomulgar a cualquier mujer que se uniera a la Liga NacionalSocialista de Mujeres; y algunas mujeres religiosas boicotearon los eventos navideños organizados por la Liga NacionalSocialista de Mujeres.